# HD36138
HD36138 — хімічно пекулярна зоря спектрального класу A1, що має видиму зоряну величину в смузі V приблизно  9,5.
Вона  розташована на відстані близько 1496,1 світлових років від Сонця.